# Marco Rossinelli
Marco Rossinelli (La Spezia, 29 marzo 1949) è un allenatore di calcio ed ex calciatore italiano, di ruolo difensore o centrocampista.

## Caratteristiche tecniche

### Giocatore
Era utilizzato principalmente come terzino sinistro, libero o mediano.

## Carriera

### Giocatore
Cresciuto nella squadra della sua città, lo Spezia, dopo tre anni coi liguri in Serie C nell'estate 1970 viene prelevato dalla Sampdoria. In maglia blucerchiata, dopo due anni disputati prevalentemente come rincalzo (6 presenze sia nella stagione 1970-71 sia nella stagione 1971-72), si impone come titolare a partire dalla stagione 1972-73, rivelandosi un laterale molto generoso e propositivo in fase offensiva.
Dopo tre stagioni da terzino sinistro, nell'annata 1975-76 il nuovo allenatore blucerchiato Eugenio Bersellini lo sposta nel ruolo di libero che ricopre con buoni risultati, andando a segno due volte in campionato e due volte in Coppa Italia.
Finito nel mirino di formazioni più ambiziose, nell'estate 1976 si trasferisce alla Fiorentina, con cui, riportato all'originale ruolo di terzino sinistro da Carlo Mazzone, ottiene alla prima stagione un ottimo terzo posto finale, a cui contribuisce con 3 reti. Nella stagione 1977-78, tuttavia, perde progressivamente il posto da titolare a vantaggio del più giovane Alessio Tendi e nella sessione autunnale del calciomercato 1978 viene ceduto al Pescara in Serie B.
In Abruzzo, anche a causa di un lungo infortunio, viene schierato solo in 11 incontri di camnpionato, ma con 3 reti contribuisce alla promozione in A dei biancocelesti; quindi fa ritorno allo Spezia, militante in C2, uscendo temporaneamente dal calcio ad alto livello.
Dopo l'annata 1979-80 coi liguri, conclusa con la promozione in Serie C1, passa alla Sambenedettese, con cui conquista la terza promozione consecutiva, stavolta alla Serie B. Disputa le sue due ultime stagioni con i marchigiani in B, per poi lasciare l'attività agonistica nel 1983.
Ha totalizzato complessivamente 163 presenze e 9 reti in Serie A, 68 presenze e 9 reti in Serie B.